# Jan Hlaváček
Jan Hlaváček (* 24. listopadu 1953 Plzeň) je český sládek a manažer pohybující se v pivovarském průmyslu.

## Život
Narodil se do pivovarské rodiny. Jeho prapraděd František Hlaváček a praděd František Hlaváček působili v pivovarství. Děd František Hlaváček mj. v Plzeňském Prazdroji, otec Ivo Hlaváček Plzeňský Prazdroj vedl. Po určitou dobu v pivovarství působil i bratr Ivan Hlaváček.
V době studií na Střední všeobecně vzdělávací škole (dnes gymnázium v Plzni) chodil na brigády do pivovaru. Po maturitě studoval VŠCHT v Praze. Z vyučujících nejvíce spolupracoval s Jaroslavem Čepičkou, pedagogem a vědcem, u něhož působil po několik let jako pomocná vědecká síla, a profesorem Josefem Moštkem, u nějž mj. skládal zkoušku z pivovarství. V roce 1978 obhájil diplomovou práci na téma Stanovení a obsah polyfenolů v pivu, jejímž vedoucím byl Jiří Šrogl, vedoucí výzkumu v Prazdroji.

## Profesní kariéra
V roce 1978 nastoupil do tehdejších Plzeňských pivovarů. Od roku 1979 do roku 1990 působil jako podsládek, potom sládek a ředitel pivovaru Gambrinus. V devadesátých letech byl technickým ředitelem Plzeňských pivovarů (Prazdroje a Gambrinusu). Tým spolupracovníků pod jeho vedením řídil modernizaci obou těchto pivovarů, hlavně přechod z výroby piva dříve používané klasické technologie hlavního kvašení v otevřených maloobjemových kádích do moderních cylindrokonických tanků. Potom se stál ředitelem závodu Plzeň s pivovary Plzeňský Prazdroj a Gambrinus.
Od roku 2001, kdy pivovar již vlastnil pivovarský koncern SAB Miller, vedl několik let zahraniční výrobu, zavádění licenční výroby piv Plzeňského Prazdroje hlavně v Polsku a Rusku a Velkopopovického Kozla v Rusku. Přednášel na konferencích Pivovarsko-sladařských dnů. V letech 2006 až 2014 působil ve funkci Vrchního sládka PP a.s.
V roce 2014 odešel do penze. V penzi se angažoval v projektu založení Sdružení na podporu Českého piva a Nadačního fondu Českého piva sládka Františka O. Poupěte. Je předsedou dozorčí rady Výzkumného ústavu pivovarského a sladařského v Praze. Se svým bratrem Ivanem Hlaváčkem vybudovali golfové hřiště v Dýšině u Plzně. Žena Jana je lékařkou, mají spolu dvě dcery, Janu a Andreu Sestini Hlaváčkovou..

## Knihy
- Basařová, G., Hlaváček, I., Basař, P., Hlaváček, J.: 2011: České pivo. Třetí rozšířené vydání. Havlíček Brain Team, Praha. ISBN 978-80-87109-25-0, 309 s.